# Stevensův průsmyk

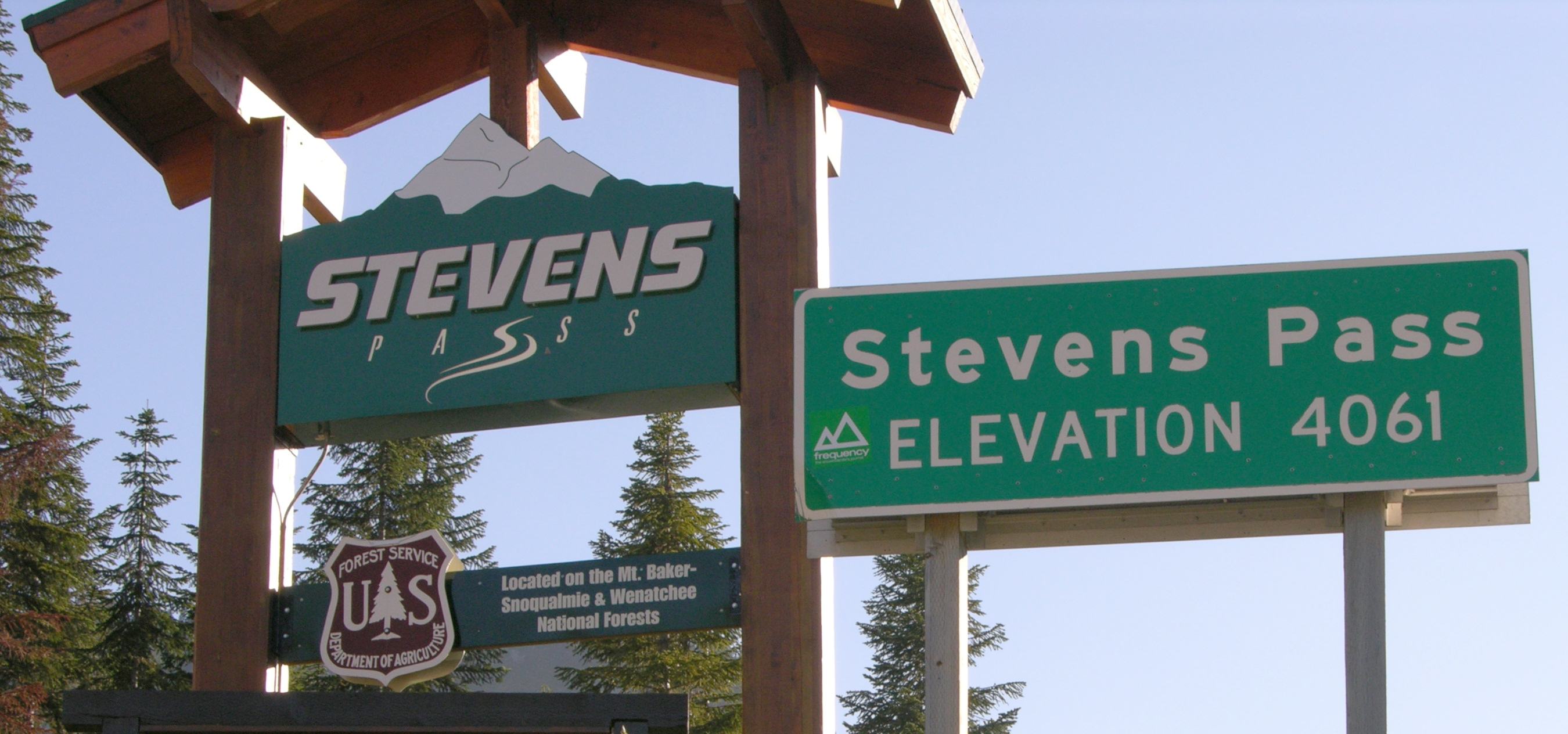
Cedule u krajnice dálnice U. S. Route 2.

Stevensův průsmyk je horský průsmyk přes Kaskádové pohoří na hranicích okresů King a Chelan v americkém státě Washington. Jeho nadmořská výška je 1 236 metrů.
Přes průsmyk prochází pohořím dálnice U. S. Route 2, která zde dosahuje své nejvyšší nadmořské výšky 1 238 metrů. Kaskádový tunel železniční společnosti BNSF Railway prochází 400 metrů pod vrcholem průsmyku.
Zdejší rekreační středisko obsahuje lyžařské středisko Stevens Pass, které leží na horách Cowboy Mountain a Big Chief Mountain. Transkontinentální turistická stezka Pacific Crest Trail v průsmyku přechází dálnici U. S. Route 2.

## Historie
Své jméno nese po Johnu Franku Stevensovi, který jako první běloch průsmyk objevil. Původní obyvatelé už dříve o průsmyku věděli, ale o indiánských cestách přes pohoří se příliš mnoho neví. Stará indiánská stezka vedoucí Cadyho průsmykem a spojující severní rameno Skykomišské řeky s řekou Wenatchee, byla však používána pionýry už od začátku 19. století. V roce 1872 se Hubert C. Ward, jenž prozkoumával oblast pro Northern Pacific Railway, od indiánů dozvěděl, že se jeden nízký průsmyk nachází u pramene potoka Nason Creek, přítoku řeky Wenatchee. Průsmyk měl podle nich vézt právě k pramenům Skykomišské řeky. Později, v roce 1887, se Albert Bowman Rogers, který, stejně jako Stevens, pracoval pro Great Northern Railway, od indiánů dozvěděl, že Skykomišská řeka a Nason Creek mají své prameny blízko u sebe, ale ještě nikdo, ani indiáni, ani běloši, oblast potoka nenavštívil. Avšak ani Rogers, ani White neměli čas důkladně prozkoumat oblast potoka. Až v roce 1890 tak učinil John Stevens, který našel průsmyk a rozhodl, že se jedná o nejlepší cestu k překročení Severních Kaskád. Do deníku napsal, že nenašel známky využití průsmyku, kde se nenacházely žádné stezky, značky, tábořiště ani ohniště v okruhu zhruba 15 kilometrů každým směrem, a že průsmyk byl velice hustě zalesněn a pokryt téměř neproniknutelnou vegetací.

## Tragické laviny
- Hlavní článek: Wellingtonská lavina

23. února 1910 dva vlaky společnosti Great Northern, místní vlak Seattle Express č. 25 a poštovní rychlík č. 27, uvízly na kolejích stanice Cascade Tunnel ve Stevensově průsmyku, jelikož oblast zasáhlo těžké sněžení a laviny. O šest dní později, 1. března, lavina odhodila oba vlaky 45 metrů dolů do řeky Tye a pohřbila je ve sněhu. Wellingtonská lavina má na svědomí 96 životů, z čehož 35 jich bylo cestujících a 61 zaměstnanců železnice, což z ní udělalo jednu z největších katastrof v historii americké železniční dopravy.
O více než sto let později, v únoru 2012, se nedaleko cesty Tunnel Canyon Creek Road strhla lavina, která usmrtila tři nebo čtyři zkušené běžce na lyžích, včetně marketingového ředitele zdejšího lyžařského střediska. Profesionální lyžařka Elyse Saugstad, která měla lavinový airbag, přežila i přesto, že ji lavina odhodila 600 metrů dolů.